# تيرينس بانون
تيرينس بانون (بالإنجليزية: Terence Bannon)‏ هو متسلق جبال بريطاني، ولد في 24 نوفمبر 1967 في نيوري في المملكة المتحدة.